# Fast forward
- Ne pas confondre avec la série autrichienne au même titre "Fast Forward" en français[1]

Fast forward est une série télévisée australienne parodiant la télévision commerciale, diffusée du 12 avril 1989 au 26 novembre 1992 sur Seven Network. Elle est la série à sketchs la plus regardée, la plus récompensée, la plus critiquée, et ayant eu la plus grande durée.
Elle est produite par Steve Vizard, qui en est aussi le Producteur exécutif, scénariste, et acteur, avec Jane Turner, Gina Riley, Magda Szubanski, Marg Downey, Michael Veitch, Peter Moon, Alan Pentland, Steve Blackburn, Geoff Brookes, Ernie Dingo, les Rubbery Figures marionnettes satiriques, ainsi que de nombreuses stars qui font apparition telles que: Gerry Connolly et Brian Dawe.
En France, la série a été diffusée à partir de 6 septembre 1993 sur Arte.

## Distribution
Acteurs récurrents :
- Geoff Brooks
- Jane Turner
- Magda Szubanski
- Marg Downey
- Michael Veitch
- Peter Moon
- Steve Blackburn
- Ernie Dingo (1989)
- Steve Vizard (1989–91)
- Bryan Dawe (1990)
- Alan Pentland (1990–92, recurring previously)
- Gina Riley (1990–92)
- Brendan Luno (1991, recurring previously)
- Gerry Connolly (1991, recurring previously)
- Glenn Robbins (1991–92)

Invités vedettes :
- Alan Pentland (1989)
- Bryan Dawe (1989)
- Brendan Luno (1989, 1990, 1992)
- Alan Fletcher (1990)
- Gerry Connolly (1990, 1992)
- Glenn Robbins (1991, épisodes 3.1-3.13)
- Glenn Butcher (1991)